# 芭比之蝴蝶仙子和精靈公主
《芭比之蝴蝶仙子和精靈公主》（英語：Barbie: Mariposa & the Fairy Princess）是环球影业於2013年8月27日發售的錄影帶首映動畫作品。該作為芭比動畫系列的第25部電影，也是《蝴蝶仙子芭比》的续集。
台灣於2013年9月25日以DVD的形式由傳訊時代多媒體股份有限公司代理发行。2015年10月9日晚上9:30在東森幼幼台以《芭比之蝴蝶仙子與精靈公主》的片名獨家首播。香港於2013年10月8日由洲立影視有限公司代理發行DVD。中国大陆由新汇集团上海声像出版社有限公司出版发行。

## 劇情
蝴蝶仙子曼瑞莎在前集拯救了展翅镇后深受人民爱戴，在担任皇家图书馆管理员的同时，还是皇家历史学家。曼瑞莎受到玛丽贝拉皇后的传召，要求她以展翅镇大使的身份前往水晶仙子所居住的微光谷。因为玛丽贝拉皇后认为曼瑞莎比较了解水晶仙子，所以想让她通过拜访，让展翅镇与微光谷重新建立和平友好的关系，从而化解蝴蝶仙子与水晶仙子几百年以来的两国矛盾和误会。卡路斯王子非常支持曼瑞莎去微光谷，他认为水晶仙子一定会喜欢曼瑞莎，但曼瑞莎的好朋友薇拉认为水晶仙子很危险，不愿意让曼瑞莎去，而曼瑞莎认为自己不能担此重任，拒绝了皇后的要求。卡路斯王子一直对曼瑞莎抱有信心，他告诉曼瑞莎和水晶仙子缔结和平最好的方式就是交个好朋友，还代替玛丽贝拉皇后给了曼瑞莎一个漂亮的展翅花，展翅花是用展翅镇最纯洁的魔法做成的，让她在遇到困难的时候拿出来，这样可以让她想起家乡。曼瑞莎答应去微光谷，王子告诉曼瑞莎水晶仙子会在微光谷外欢迎她。
薇拉代替曼瑞莎担任皇家图书馆管理员，曼瑞莎把日常工作的内容都交接给了她。曼瑞莎收拾好行李后告别了薇拉，和她毛茸茸的宠物小细一起踏上了前往微光谷的旅程……曼瑞莎在书中看到水晶仙子在迎接客人时会有隆重的欢迎仪式，可她来到了会面地点时却空无一人。突然，曼瑞莎发现草丛中有响动，当曼瑞莎扒开草丛时发现躲着一个水晶仙子塔莱拉，她很害怕蝴蝶仙子会伤害她。在曼瑞莎说明来意并保证不会伤害她后，塔莱拉改变了对蝴蝶仙子的偏见。她正是微光谷的瑞吉利亚斯国王派来迎接她的大使，由于水晶仙子很害怕蝴蝶仙子，所以其他人都不敢前来迎接曼瑞莎。塔莱拉带领曼瑞莎参观了微光谷，看到每个屋顶都有一颗闪闪发亮的微晶，它是微光谷热能和动力的主要来源。居民们看到蝴蝶仙子来了，都吓得赶紧把窗户给关上，曼瑞莎感到很奇怪。塔莱拉又带领曼瑞莎参观了微晶的发源地—闪亮瀑布，之后又参观了皇宫，城堡上有一位女孩在向曼瑞莎打招呼，这是在城中第一个和她打招呼的水晶仙子，她叫卡塔妮娅，她身边有一匹飞马和一个毛茸茸的宠物阿努，卡塔妮娅在离开时表示欢迎她来到她们的王国。塔莱拉以为把客人都弄丢了，又返回来把曼瑞莎带到了她住的地方。当塔莱拉打开房间大门时，曼瑞莎表示很惊讶，塔莱拉竟然把房间布置得十分诡异，里面的植物都长着尖刺，塔莱拉说这是她根据对蝴蝶仙子的了解来布置的，展翅镇的植物会活过来把仙子们抓起来吃掉。不一会，塔莱拉让曼瑞莎去觐见国王和公主，而曼瑞莎发现和她打招呼的那个女孩就是卡塔妮娅公主，她虽然长着翅膀，但是她竟然不会飞，需要飞马希微载着她飞行。瑞吉利亚斯国王一直在试探曼瑞莎，想让她展露她的武器训练和徒手搏击技巧，而曼瑞莎表示这都是误会，她并不想对国王隐瞒什么。曼瑞莎在和国王的相处中几度陷入尴尬的局面，甚至不小心用翅膀打掉了国王的王冠，卡塔妮娅几次帮曼瑞莎解围。一来二去，卡塔妮娅慢慢地了解了蝴蝶仙子，知道蝴蝶仙子并不是她们想象的那么邪恶，她重新布置了曼瑞莎的房间，她表示曼瑞莎在努力地了解她们，因此她作出一点回报，而且她们都很喜欢看书。随后，卡塔妮娅又带曼瑞莎去了她喜欢看书的地方，旁边的高塔上存放着微光谷最重要的一颗微晶，卡塔妮娅表示看着这颗微晶就会感到十分安心，什么都不能伤害她。曼瑞莎充满了疑问，问卡塔妮娅谁会伤害她。卡塔妮娅闭口不提，并转移了话题。曼瑞莎没有再继续追问下去，表示她很想再去看看闪亮瀑布，卡塔妮娅则支支吾吾地说她有好几年没有去过了，自从8岁以后就没去过。在曼瑞莎的鼓动下，两人来到了闪亮瀑布。曼瑞莎在闪亮瀑布中从卡塔妮娅口中得知了一个秘密。卡塔妮娅8岁那年，在和她父王野餐的时候，发现一个神秘的老妇人在到处寻找微晶，为了不让外人拿走微晶，瑞吉利亚斯国王拒绝给她一颗微晶从而惹怒了她，她用魔法限制了王国和侍卫的行动，卡塔妮娅见状后飞下高塔去拯救她父王，没想到被这个女巫给掠去，瑞吉利亚斯国王挣脱了魔法前去阻止女巫，女巫将卡塔妮娅从高空扔下，卡塔妮娅跌在一块巨石上折断了翅膀后，在眼看要跌入瀑布水中的时候被国王及时接住，女巫则发誓她会回来报复他们。所以国王和卡塔妮娅一直担心女巫会回来，所以才会答应展翅镇让曼瑞莎作为大使来到微光谷拯救他们。卡塔妮娅将一颗微晶送给了曼瑞莎，曼瑞莎也以展翅花回赠给卡塔妮娅。
在水晶舞会上，水晶仙子发现曼瑞莎身上有一颗微晶，并说她偷了微晶。因此，曼瑞莎被愤怒的国王给逐出了微光谷，卡塔妮娅表示这是她送给曼瑞莎的，她很生国王的气。曼瑞莎垂头丧气，和小细在准备要返回展翅镇的时候，她看到女巫驾着黑云在朝微光谷飞去。女巫使用魔法把微光谷的微晶都变成了冰冷的石头，并限制了所有在舞会上的水晶仙子的行动。曼瑞莎返回微光谷找到了高塔上的卡塔妮娅，并告诉她女巫回来了，她把所有的微晶给熄灭了。女巫还打算把水晶仙子最重要的微晶给摧毁，因为这颗微晶拥有重新点燃所有微晶的力量。曼瑞莎前去阻止女巫，但是中了女巫的魔法，身体动弹不得。情急之下，卡塔妮娅扇动翅膀飞了起来，成功阻止了女巫，女巫从高塔摔落，魔杖也被摔坏，所有魔法都被解除了，但是被损坏的微晶还是没能复原。在她们绝望之际，卡塔妮娅衣兜里的展翅花发出了光芒，展翅花点亮了卡塔妮娅随身携带的那颗微晶。两个人齐心协力将展翅花靠近被损坏的微晶，最终成功点亮了所有微晶。正当国王要处决女巫的时候，被卡塔妮娅阻止，为了矫正曾经的错误，卡塔妮娅把原本送给曼瑞莎的那颗微晶赠给了女巫，女巫受到微晶光芒的洗礼后改头换面，挺起了腰板重新做人，并感谢卡塔妮娅的尊重和信任，之后便扬长而去。瑞吉利亚斯国王对曼瑞莎的偏见和误会感到十分抱歉，并来到了展翅镇会见了玛丽贝拉皇后，参加了展翅镇盛大的舞会，从此蝴蝶仙子和水晶仙子解除了误会，再次和平共处。

## 配音員
| 角色                             | 原聲              | 國語配音 | 國語配音 | 國語配音 |
| 角色                             | 原聲              | 中国大陆 | 台湾     |          |
| -------------------------------- | ----------------- | -------- | -------- | -------- |
| 曼瑞莎（Mariposa）               | 凱莉·謝里丹       | 锺薇     | 傅其慧   |          |
| 小细（Zee）                      | 塔碧莎·卓曼       | 原聲     | 原聲     |          |
| 卡塔妮娅公主（Princess Catania） | 瑪莉克·亨德里克瑟 | 赵冰冰   | 丘梅君   |          |
| 塔莱拉（Talayla）                | 玛丽埃·德佛罗斯   | 周筠     | 陳貞伃   |          |
| 瑞吉利亚斯国王（King Regellius） | 罗素·罗伯茨       | 林朗君   | 陳宗岳   |          |
| 盖利恩女巫（Gwyllion）           | 凱斯琳·巴爾       | 李俊英   | 崔幗夫   |          |
| 波瑞斯（Boris）                  | 山姆·文森特       | 蔡济生   | 鄧名佑   |          |
| 薇拉（Willa）                    | 塔碧莎·卓曼       | 谢佳     | 林美秀   |          |
| 卡路斯王子（Prince Carlos）      | 亚历山卓·朱利安尼 | 黎泓和   | 蔣鐵城   |          |
| 玛丽贝拉皇后（Queen Marabella）  | 简·巴爾           | 周莹     | 楊凱凱   |          |
| 嘎斯特斯勋爵（Lord Gastrous）    | 阿利斯塔尔·阿貝爾 | 李宗强   | 孫誠     |          |
| 阿努（Anu）                      | 凱斯琳·巴爾       | 原聲     | 原聲     |          |

## 歌曲
Only A Breath Away
创作：Amy Powers, Gabriel Mann, Rob Hudnut
演唱：Rachel Bearer
Be A Friend
创作：Jeannie Lurie, Gabriel Mann, Rob Hudnut
演唱：Alana Hyland

## 配音譯製人員
中国大陆國語版工作人員
- 翻译/对白领班：蔡济生
- 对白录音师/对白编写：黄达夫
- 制作统筹：郑慧明
- 国际项目统筹：Chrystel Alard, Angela Sa

台灣國語版工作人員
- 翻譯/歌詞翻譯：劉惠嵐
- 對白領班/對白編寫：夏治世
- 對白錄音師：蔡怡瑩
- 執行製作：練雪琪
- 製作統籌：王紀盛
- 國際專案統籌：Chrystel Alard, Angela Sa

## 外部連結
- 芭比之蝴蝶仙子和精靈公主 Barbie Mariposa and the Fairy Princess - 傳訊時代多媒體 （页面存档备份，存于）（繁體中文）
- 在Netflix上觀看《芭比之蝴蝶仙子和精靈公主》
- 互联网电影数据库（IMDb）上《芭比之蝴蝶仙子和精靈公主》的资料（英文）
- 豆瓣电影上《芭比之蝴蝶仙子和精靈公主》的資料 （简体中文）
- AllMovie上《芭比之蝴蝶仙子和精靈公主》的资料（英文）
- 爛番茄上《芭比之蝴蝶仙子和精靈公主》的資料（英文）